# Thanatodictya psyche
Thanatodictya psyche är en insektsart som beskrevs av George Willis Kirkaldy 1906. Thanatodictya psyche ingår i släktet Thanatodictya och familjen Dictyopharidae. Inga underarter finns listade i Catalogue of Life.